# 文保
文保 (ぶんぽう、旧字体：文󠄁保)は、日本の元号の一つ。正和の後、元応の前。1317年から1319年までの期間を指す。この時代の天皇は花園天皇、後醍醐天皇。鎌倉幕府将軍は守邦親王、執権は北条高時。

## 改元
- 正和6年2月3日（ユリウス暦1317年3月16日）：大地震などにより改元。
- 文保3年4月28日（ユリウス暦1319年5月18日）：元応に改元。

## 文保期におきた出来事
元年
- 4月：文保の和談（皇位継承争いに対して幕府の行った申し入れ）。
- 10月8日：伏見上皇崩御。

2年
- 2月26日：後醍醐天皇が即位。

## 西暦との対照表
※は小の月を示す。
| 文保元年（丁巳） | 一月      | 二月※ | 三月  | 四月※ | 五月  | 六月※ | 七月  | 八月※  | 九月  | 十月  | 十一月 | 十二月※  |           |
| ---------------- | --------- | ----- | ----- | ----- | ----- | ----- | ----- | ------ | ----- | ----- | ------ | -------- | --------- |
| ユリウス暦       | 1317/2/12 | 3/14  | 4/12  | 5/12  | 6/10  | 7/10  | 8/8   | 9/7    | 10/6  | 11/5  | 12/5   | 1318/1/4 |           |
| 文保二年（戊午） | 一月      | 二月※ | 三月  | 四月※ | 五月※ | 六月※ | 七月  | 八月※  | 九月  | 十月  | 十一月 | 十二月※  |           |
| ユリウス暦       | 1318/2/2  | 3/4   | 4/2   | 5/2   | 5/31  | 6/29  | 7/28  | 8/27   | 9/25  | 10/25 | 11/24  | 12/24    |           |
| 文保三年（己未） | 一月      | 二月  | 三月※ | 四月  | 五月※ | 六月※ | 七月※ | 閏七月 | 八月※ | 九月  | 十月   | 十一月※  | 十二月    |
| ユリウス暦       | 1319/1/22 | 2/21  | 3/23  | 4/21  | 5/21  | 6/19  | 7/18  | 8/16   | 9/15  | 10/14 | 11/13  | 12/13    | 1320/1/11 |